# Kortrijk (Nederland)
Kortrijk is een buurtschap behorende tot de gemeente Stichtse Vecht in de provincie Utrecht. Het ligt tussen Gieltjesdorp en Breukelen, 100 meter ten westen van de A2.
Niet verwarren met de gelijknamige stad Kortrijk in België.
Dorpen: Breukelen · Kockengen · Loenen aan de Vecht · Loenersloot · Maarssen · Maarssenbroek · Nieuwersluis · Nieuwer Ter Aa · Nigtevecht · Oud-Zuilen · Tienhoven · Vreeland

Buurtschappen: Gieltjesdorp · Kerklaan · Kortrijk · Laag-Nieuwkoop · Maarsseveen · Mijnden · Molenpolder · Nieuwerhoek · Noordeinde · Oud-Aa · Oud-Maarsseveen · Oukoop · Portengen · Portengense Brug · Scheendijk · Spengen · Zuideinde

Utrecht · Plaatsen in de provincie      Nederland · Provincies · Gemeenten